# 行為不檢
行为不檢是一些司法管轄區的刑事罪行，可包括多种不守法的行为，因为此类法规经常被用作“包罗万象”的犯罪。当人们行为扰乱但不存在危险时，警方可能会以扰乱治安罪来维持治安。
与之近似的有：游荡罪、寻衅滋事罪、妨碍治安罪、道德败坏罪、有違公德罪、损害公众利益罪（public mischief）。
在美国，扰乱治安行为通常被归类为违法行为或轻罪。然而，在某些情况下（例如，在机场、公园、政府办公大楼或葬礼附近），在美国的一些州可能会构成重罪。

## 美国

### 定义
行为不檢罪的基本定义为：
魯莽、明知或故意的人：
(1)打架或有骚乱行为；
(2)制造不合理噪音，经劝阻后仍继续制造不合理噪音的； 或者
(3) 扰乱合法集会；
构成行为不檢. . .
印第安纳州对“行为不檢”的定义是以《模范刑法典》的定义为蓝本的，与美国其他州法规中的类似法律很典型，但并不完全相同。它的禁令涵盖了多种潜在行为。“打架”可能是其禁止范围内最明确的行为，而“骚乱行为”是“可能导致严重人身伤害或重大财产损失的行为”。但究竟什么构成“骚乱行为”、“不合理噪音”或“扰乱合法集会”则要困难得多，因此此类行为不檢的法规赋予警察和其他执法人员对由于各种原因而被认为其活动不受欢迎的人的相当广泛的实施逮捕的自由裁量权。可能的处罚包括监禁、罚款、缓刑、限制令或社区服务。
在某些司法管辖区，在公共场合戴口罩可构成行为不檢。

#### 联邦法
关于行为不檢罪的联邦法规：
- (a) 如果一个人意图引起公众恐慌、滋扰、危险或暴力，或者故意或鲁莽地造成此类风险，而实施以下任何禁止行为，则该人构成行为不檢罪：
  - (1) 参与打斗、威胁或暴力行为。
  - (2) 使用淫秽、人身威胁或威胁的言辞、言语或手势，或做了展示或动作，或以可能造成伤害或煽动的方式从而导致立即扰乱安宁。
  - (3) 制造不合理的噪音，考虑到行为人的行为的性质和目的、地点、白天或晚上的时间以及在该情况下控制合理谨慎的人的行为的其他因素。
  - (4) 造成或维持危险或人身攻击状况。
- (b) 无论土地所有权如何，本节中包含的规定均适用于 受美国立法管辖的公园区域 内的所有土地和水域。[5]

### 解释
美国法院在处理因扰乱治安逮捕而产生的案件时，有时会限制该法规的广泛和模糊的定义，以确保言论和集会自由和其他形式的受美国宪法第一修正案保护的表达不受影响。普通法司法管辖区积累了完善对模糊法规的解释的先例。法院有机会限制其范围，以确保人们（或本可以）意识到他们的行为实际上属于该法规的禁止范围，正如美国宪法第十四修正案的正当程序条款所要求的那样。但是，没有法院以“本质上”不明确而无效或过度宽泛而废止不檢行为的法规。法院一直愿意废除几乎同样模糊且没有给出足够警告的游荡罪法条。
加利福尼亚州刑法典第415条与上述模范刑法典类似，重申实际上涉及扰乱安宁。 然而，在加利福尼亚州，行为不檢罪（加利福尼亚州刑法典第647条）列出了哪些行为构成行为不檢罪行。
第647条：凡有以下任何行为的人均犯有行为不檢，构成 轻罪
(a) 怂恿任何人在任何公共场所或任何向公众开放或暴露于公众视线的地方从事猥亵或放荡行为。
(b) 招揽或同意从事或从事任何卖淫行为的人。一个人同意从事卖淫行为，如果该人有特定的意图，并表明接受要约或招揽，无论该要约或招揽是否由也具有从事卖淫活动特定意图的人提出。任何参与卖淫行为的协议均不构成对本款的违反，除非除了协议之外，在本州内还采取了一些行为来促进同意从事该行为的人实施卖淫行为。本节中所用的“卖淫”包括人与人之间为了金钱或其他考虑而进行的任何猥亵行为。
(c) 在任何公共场所或任何向公众开放的场所与他人搭讪以乞讨或索取施舍的人。
(d) 在任何向公众开放的厕所内或其周围徘徊，以从事或教唆任何猥亵、淫荡或任何非法行为。
(e) 未经业主或有权占有或控制的人许可，在任何公共或私人建筑物、构筑物、车辆或场所住宿。
(f) 在任何公共场所被发现受到醉酒、任何药物、管制物质、甲苯，或任何醉酒、药物、管制物质或甲苯的任意组合的影响，并且处于某种状况无法保护自己或他人的安全，或由于受到醉酒、任何药物、管制物质、甲苯或任何醉酒、药物或甲苯的任意组合的影响，干扰或阻碍或阻止自由使用任何街道、人行道或其他公共道路。
(h) 任何时候在他人的私人领地上游荡、潜行或漫步，而与私人领地所有者或占用者没有明显或合法的业务。本节中使用的“游荡”是指在没有合法目的的情况下拖延或逗留在他人的私人领地上，并为了在可能发现机会时实施犯罪的目的。
(i) 任何时候在他人的私人领地上游荡、潜行或漫步时，向任何有人居住的建筑物或构筑物的门或窗里偷看，而与业主或居住者没有明显或合法的业务。
(j) (1) 任何人通过孔洞或开口观察或以其他方式使用任何工具包括但不限于潜望镜、望远镜、双筒望远镜、相机、电影摄影机、摄像机，观察卧室、卫生间、更衣室、试衣间、化妆间或日光浴间的内部，或居住者对隐私有合理期望的任何其他区域的内部，意图侵犯里面有一个或多个人的隐私。本细则不适用于私营企业中用于清点货币或其他流通票据的区域。
2010年4月，新泽西州史蒂文斯理工學院留美博士翟田田因与教授发生口角，被学校指控为“恐怖分子”而被捕。之后达成检控交易，翟田田承认犯下轻度“行为不检罪”(Petit Disorderly Conduct)判3个月来换取自由回国。
美国作家欧·亨利的著名短篇小说《警察与赞美诗》中，穷困潦倒、无家可归的主人公流浪汉苏比（Soapy）为了被抓进监狱以熬过严冬，在大街上假装醉酒、胡乱喊叫、手舞足蹈，试图以此触犯“行为不檢”（disorderly conduct）的法规被判3个月监禁未逞，最后在教堂里听了赞美诗，出来后被警察以游荡罪逮捕收监。

## 加拿大
加拿大的《刑事法典》第V部“性犯罪、公众道德及行为不检”（Sexual Offences, Public Morals and Disorderly Conduct），控罪內容非常有彈性，涵蓋的範圍廣泛，由干擾電腦數據到危及生命或導致死亡的多種罪行；一旦被裁定罪成，后果从被罰款、长达10年監禁，甚至最高刑罰为終身監禁。教唆他人行為不檢可被要求更嚴厲的懲罰。

## 香港
香港法律规定，任何人在公众场合做出扰乱秩序的行为，可触犯公众地方行为不检，最高处罚款5000元港币及监禁一年。《香港法例》第245章《公安條例》规定：

17B. 公眾地方內擾亂秩序行為

(1) 任何人在為某事情而召開的公眾聚集中作出擾亂秩序行為，或煽惑他人作出此種行為，以阻止處理該事情，即屬犯罪，一經定罪，可處第2級罰款及監禁12個月。

(2) 任何人在公眾地方作出喧嘩或擾亂秩序的行為，或使用恐嚇性、辱罵性或侮辱性的言詞，或派發或展示任何載有此等言詞的文稿，意圖激使他人破壞社會安寧，或其上述行為相當可能會導致社會安寧破壞，即屬犯罪，一經定罪，可處第2級罰款及監禁12個月。 
例如，2005年涉嫌以手机偷拍女子裙底春光的香港衛生福利及食物局助理秘书(康复)陈宇新正式被警方落案，控以一项公众场所行为不检罪名。
2009年3月香港《星岛日报》报道，香港两名身穿校服女学生与其男友公然在港铁月台抚摸接吻，行为令人侧目。有律师称，他们的行为已造成“公众地方行为不检罪”，但罚则不重，大多只被判罚款。

## 马来西亚
2003年8月2日下午一对华裔情侣在吉隆坡市中心公园拥吻，被指控触犯“公园法”行为不检，可能须缴付不多于2,000林吉特或监禁1年，甚至两项同时执行。